# Söderberg (Geta, Åland)
Söderberg är en kulle i Åland (Finland). Den ligger i den nordvästra delen av landskapet, 30 km norr om huvudstaden Mariehamn. Toppen på Söderberg är 42 meter över havet, eller 41 meter över den omgivande terrängen. Bredden vid basen är 2,0 km. Söderberg ligger på ön Dånö.
Terrängen runt Söderberg är platt. Havet är nära Söderberg åt nordväst. Trakten är glest befolkad. Närmaste större samhälle är Finström, 16,9 km sydost om Söderberg. 